# Reproductieschema
De reproductieschema's zijn macro-economische modellen die Karl Marx gebruikte in Het Kapitaal. De modellen beschrijven hoe een kapitalistische economie zichzelf in stand kan houden, in stationaire vorm of met inachtneming van groei.
De reproductieschema's behoren tot de vroegste economische modellen. Ze zijn geïnspireerd op het Tableau économique van François Quesnay, zoals blijkt uit een brief die Marx in 1863 stuurde naar Friedrich Engels. In deze brief presenteert Marx de schema's nog in de vorm van diagrammen. Ze worden uiteindelijk gepubliceerd in deel II van Het Kapitaal (1885), waar ze beschreven worden in termen van formules.
De Russische econoom Toegan-Baranovski gebruikte de reproductieschema's als basis voor zijn analyse van de conjunctuurgolven. Via Toegan beïnvloedden ze het denken van Joseph Schumpeter, John Maynard Keynes en Wassily Leontief. Leontief gebruikte ze als inspiratie voor zijn input-outputanalyse, waarvoor hij in 1973 de Prijs van de Zweedse Rijksbank voor economie ontving.

## Eenvoudige reproductie
Eenvoudige reproductie, het simpelste model dat Marx gebruikt, beschrijft een stationaire (niet-groeiende) economie. In het model wordt de productie verdeeld in twee 'afdelingen' (sectoren):
- afdeling I produceert productiemiddelen, d.i., grondstoffen, halffabricaten, machines, etc.;
- afdeling II produceert consumptiewaren.

De waarde die de beide sectoren produceren kan uitgedrukt worden aan de hand van de meerwaardetheorie: afdeling I produceert jaarlijks een waarde {\textstyle w_{1}=c_{1}+v_{1}+m_{1}}, afdeling II produceert {\textstyle w_{2}=c_{2}+v_{2}+m_{2}}. In een stationaire economie mag geen kapitaalaccumulatie plaatsvinden, hetgeen neerkomt op twee voorwaarden.

Ten eerste moeten de geproduceerde consumptiewaren, ter waarde van {\textstyle w_{2}}, geheel opgebruikt worden. Voor consumptie hebben de arbeiders hun loon, het bedrag {\textstyle v_{1}+v_{2}}, ter beschikking; de kapitalisten hebben de meerwaarde {\textstyle m_{1}+m_{2}} te besteden, die zij als winst ontvangen. De som hiervan is de totale vraag naar consumptiegoederen en moet gelijk zijn aan de waarde {\textstyle w_{2}}, het totale aanbod:
{\displaystyle c_{2}+v_{2}+m_{2}=v_{1}+v_{2}+m_{1}+m_{2},}
vereenvoudigd,
{\displaystyle c_{2}=v_{1}+m_{1}.}
De tweede voorwaarde voor een stationaire economie is dat aan het eind van één periode, het constante kapitaal weer aangevuld is voor de volgende periode. Dit houdt in dat
{\displaystyle c_{1}+c_{2}=c_{1}+v_{1}+m_{1},}
hetgeen opnieuw vereenvoudigd kan worden tot
{\displaystyle c_{2}=v_{1}+m_{1}.}
We hebben nu tweemaal dezelfde formule. De beide voorwaarden drukken dus hetzelfde uit: dat een kapitalistische economie stationair is, precies dan wanneer loon en meerwaarde in afdeling I (productiemiddelen) samen gelijk zijn aan de waarde aan productiemiddelen die afdeling II (consumptiegoederen) verbruikt. De termen {\textstyle c_{1}} en {\textstyle v_{2}+m_{2}}stellen het 'interne' verbruik van constant resp. variabel kapitaal voor, en vallen dus weg.

## Accumulatie
Een uitgebreid reproductieschema beschrijft een economie waarin kapitaalaccumulatie op grote schaal plaatsvindt, dat wil zeggen, economische groei. In deze situatie wordt een groter deel van de meerwaarde geherinvesteerd dan in het geval van de eenvoudige reproductie, zodat zowel het constante kapitaal als het variabele kapitaal evenredig toenemen.

Wiskundig betekent dit dat de meerwaarde per sector wordt verdeeld in vier delen:
{\displaystyle {\begin{aligned}m_{1}=m_{k1}+\Delta m_{k1}+\Delta c_{1}+\Delta v_{1}\\m_{2}=m_{k2}+\Delta m_{k2}+\Delta c_{2}+\Delta v_{2}\end{aligned}}}
met
- {\textstyle m_{k}} = de consumptie van de kapitalisten in de vorige periode,
- {\textstyle \Delta m_{k}} = de verandering in de consumptie van de kapitalisten,
- {\textstyle \Delta c} = de toename van het constante kapitaal, en
- {\textstyle \Delta v} = de toename van het variabele kapitaal.

De evenwichtsvoorwaarden voor een groeiende economie luiden weer dat de vraag naar constant kapitaal gelijk is aan het aanbod,
{\displaystyle {\begin{aligned}c_{1}+\Delta c_{1}+c_{2}+\Delta c_{2}&=c_{1}+v_{1}+m_{1}\\&=c_{1}+v_{1}+m_{k1}+\Delta m_{k1}+\Delta c_{1}+\Delta v_{1},\end{aligned}}}
en net zo voor consumptiegoederen,
{\displaystyle {\begin{aligned}v_{1}+\Delta v_{1}+m_{k1}+\Delta m_{k1}+v_{2}+\Delta v_{2}+m_{k2}+\Delta m_{k2}&=c_{2}+v_{2}+m_{2}\\&=c_{2}+v_{2}+m_{k2}+\Delta m_{k2}+\Delta c_{2}+\Delta v_{2}.\end{aligned}}}
Opnieuw kunnen beide vergelijkingen vereenvoudigd worden tot één, namelijk
{\displaystyle c_{2}+\Delta m_{k2}=v_{1}+m_{k1}+\Delta m_{k1}+\Delta v_{1}.}